# Up the Downstair
Up the Downstair — второй студийный альбом британской прогрессивной рок-группы Porcupine Tree, выпущенный в мае 1993 года. Изначально альбом должен был быть двойным и включать в себя песню «Voyage 34» (которая вместо этого была выпущена в качестве сингла в 1992) и другой материал, оказавшийся в мини-альбоме Staircase Infinities (1994). В 2005 альбом был частично перезаписан, полностью пересведён, подвергся ремастерингу и переиздан вместе с Staircase Infinities как двойной альбом. Переиздание содержит новое сведение от Стивена Уилсона и перезаписанные барабаны от Гэвина Харрисона, которые заменили электрические барабаны оригинальной версии. Стивен Уилсон сказал, что название альбома появилось благодаря строке песни «Voyage 34» (хоть и в альбоме присутствует трек с таким же названием). Другое переиздание на двойном виниле было выпущено 14 августа 2008 года на Kscope Records.

## Список композиций
| №  | Название                      | Длительность |
| -- | ----------------------------- | ------------ |
| 1. | «What You Are Listening To»   | 0:58         |
| 2. | «Synesthesia»                 | 5:11         |
| 3. | «Monuments Burn into Moments» | 0:20         |
| 4. | «Always Never»                | 6:58         |
| 5. | «Up the Downstair»            | 10:03        |

| №  | Название                | Длительность |
| -- | ----------------------- | ------------ |
| 1. | «Not Beautiful Anymore» | 3:26         |
| 2. | «Siren»                 | 0:52         |
| 3. | «Small Fish»            | 2:43         |
| 4. | «Burning Sky»           | 11:06        |
| 5. | «Fadeaway»              | 6:19         |

### Обновлённое и пересведённое издание 2005 года
| №   | Название                      | Длительность |
| --- | ----------------------------- | ------------ |
| 1.  | «What You Are Listening To»   | 0:57         |
| 2.  | «Synesthesia»                 | 5:16         |
| 3.  | «Monuments Burn into Moments» | 0:22         |
| 4.  | «Always Never»                | 7:00         |
| 5.  | «Up the Downstair»            | 10:14        |
| 6.  | «Not Beautiful Anymore»       | 3:25         |
| 7.  | «Siren»                       | 0:57         |
| 8.  | «Small Fish»                  | 2:42         |
| 9.  | «Burning Sky»                 | 11:36        |
| 10. | «Fadeaway»                    | 6:19         |

| №  | Название                     | Длительность |
| -- | ---------------------------- | ------------ |
| 1. | «Cloud Zero»                 | 4:40         |
| 2. | «The Joke's on You»          | 4:17         |
| 3. | «Navigator»                  | 4:49         |
| 4. | «Rainy Taxi»                 | 6:50         |
| 5. | «Yellow Hedgerow Dreamscape» | 9:36         |

## Участники записи

### Porcupine Tree
- Стивен Уилсон — вокал, гитара, бас-гитара, клавишные, драм-машина, лирика

### Приглашённые участники
- Колин Эдвин — бас-гитара на «Always Never»
- Ричард Барбери — электроника на «Up the Downstair»
- Сьюзанн Дж. Барбери — вокал на «Up the Downstair»
- Гэвин Харрисон — барабаны (только на первом диске издания 2004 года)
- Алан Даффи — лирика на «Always Never», «Small Fish», «Fadeaway» и «The Joke’s on You»